# Jørgen Walter
Jörgen Walter, död i maj 1670, var en dansk militär, till börden holsteinare.
Walter var kommendant i Rendsborg 1645 och försvarade staden kraftigt mot svenskarna. Han adlades 1649 och stod i stor gunst vid hovet, i synnerhet hos drottning Sofia Amalia. För att ännu mera svinga sig upp bar han i december 1650 fram sin frilla Dina Vinhofvers påfund om Corfitz Ulfelds anslag mot kungens liv och blev till lön upphöjd till överste och geheimeråd 1651, men landsförvistes i juli samma år, sedan beskyllningen visat sig ogrundad. Då Ulfeld dömts till döden 1663, fick Walter tillåtelse att återvända, men begagnade sig inte därav förrän 1668. Som hans uppträdande även då föreföll misstänkt, sattes han i fängelse i Blå tornet i Köpenhamns slott och dog där, sinnessjuk.